# Kreuzhorst

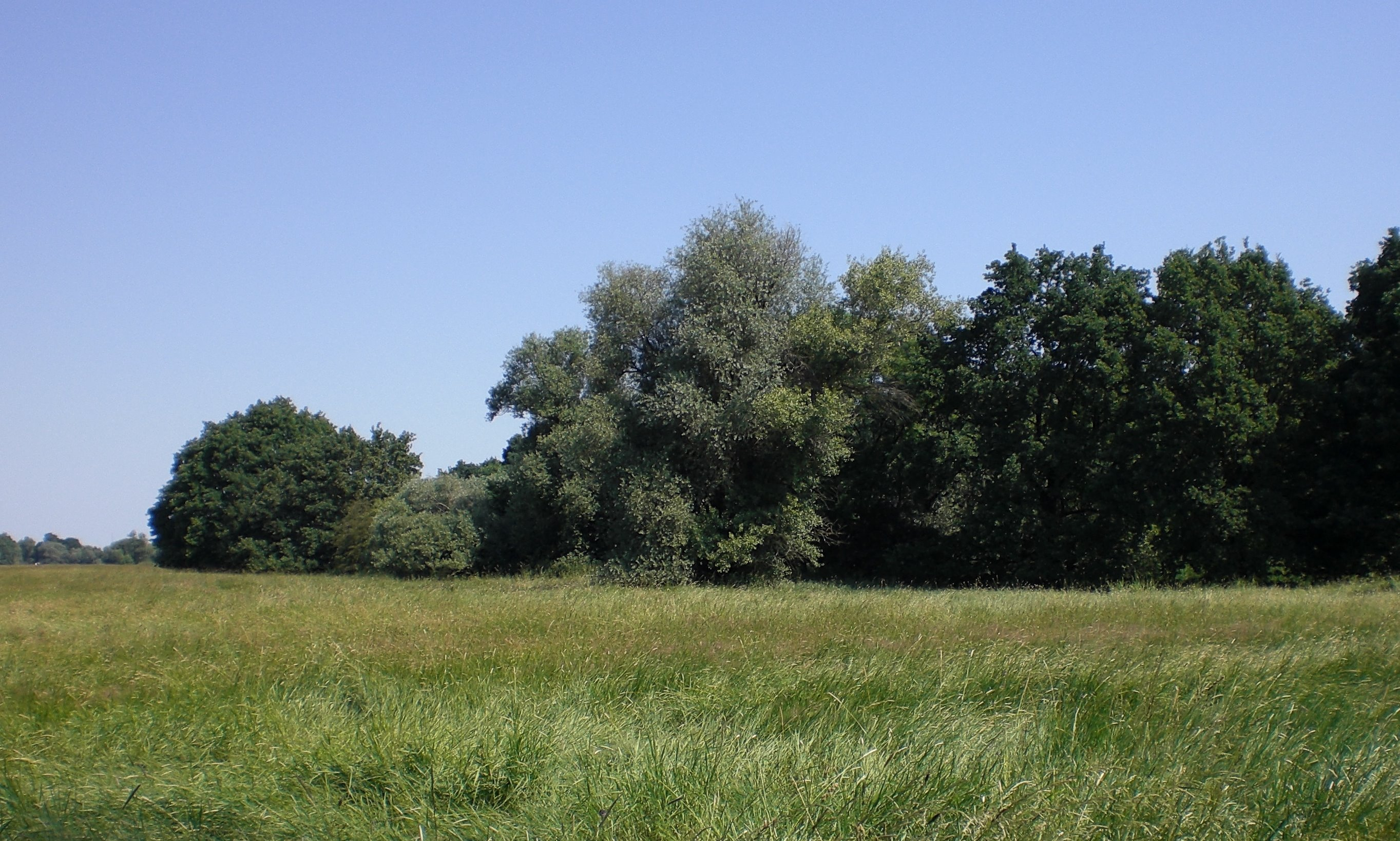
Waldrand im Westen der Kreuzhorst

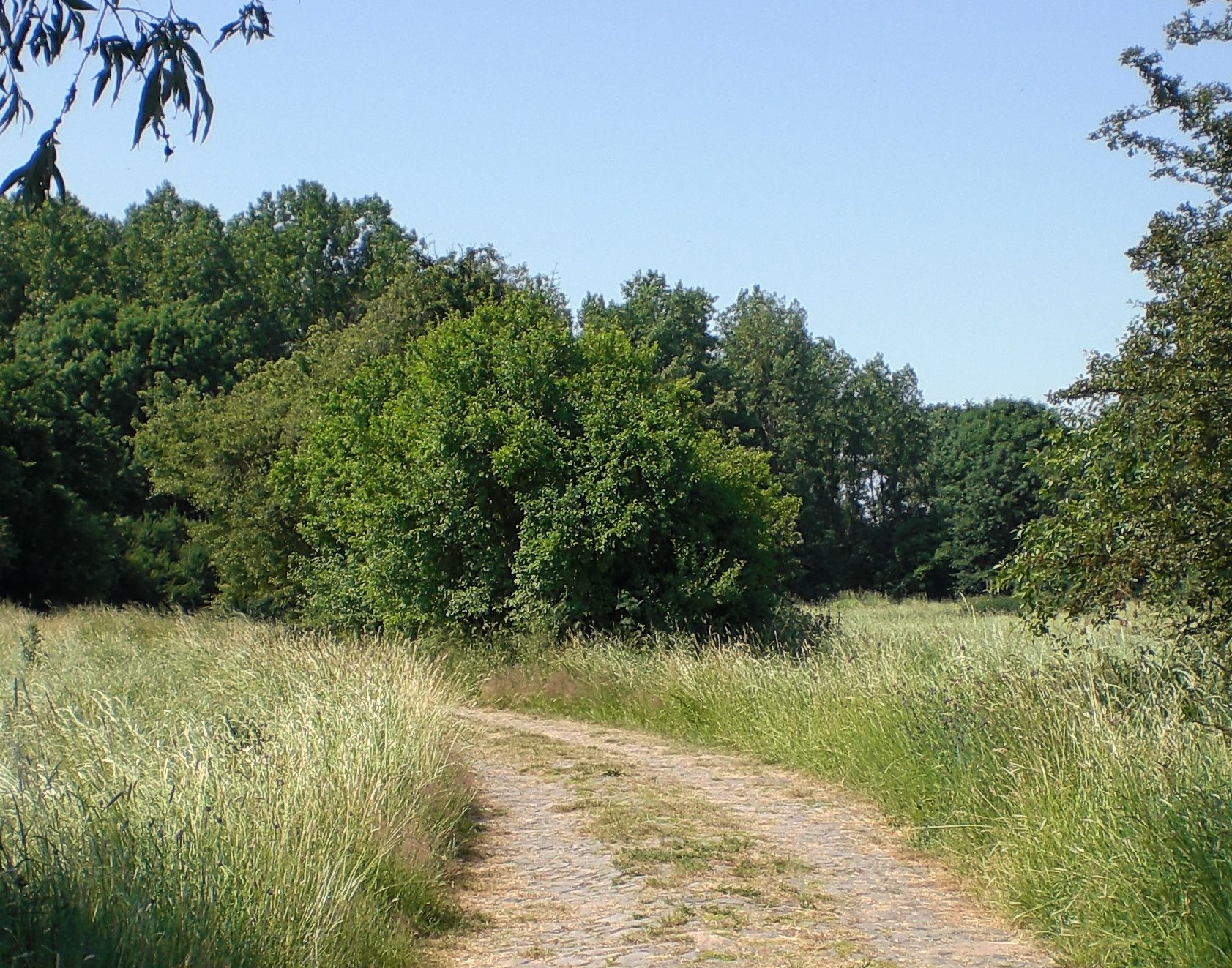
Weg durch die Kreuzhorst

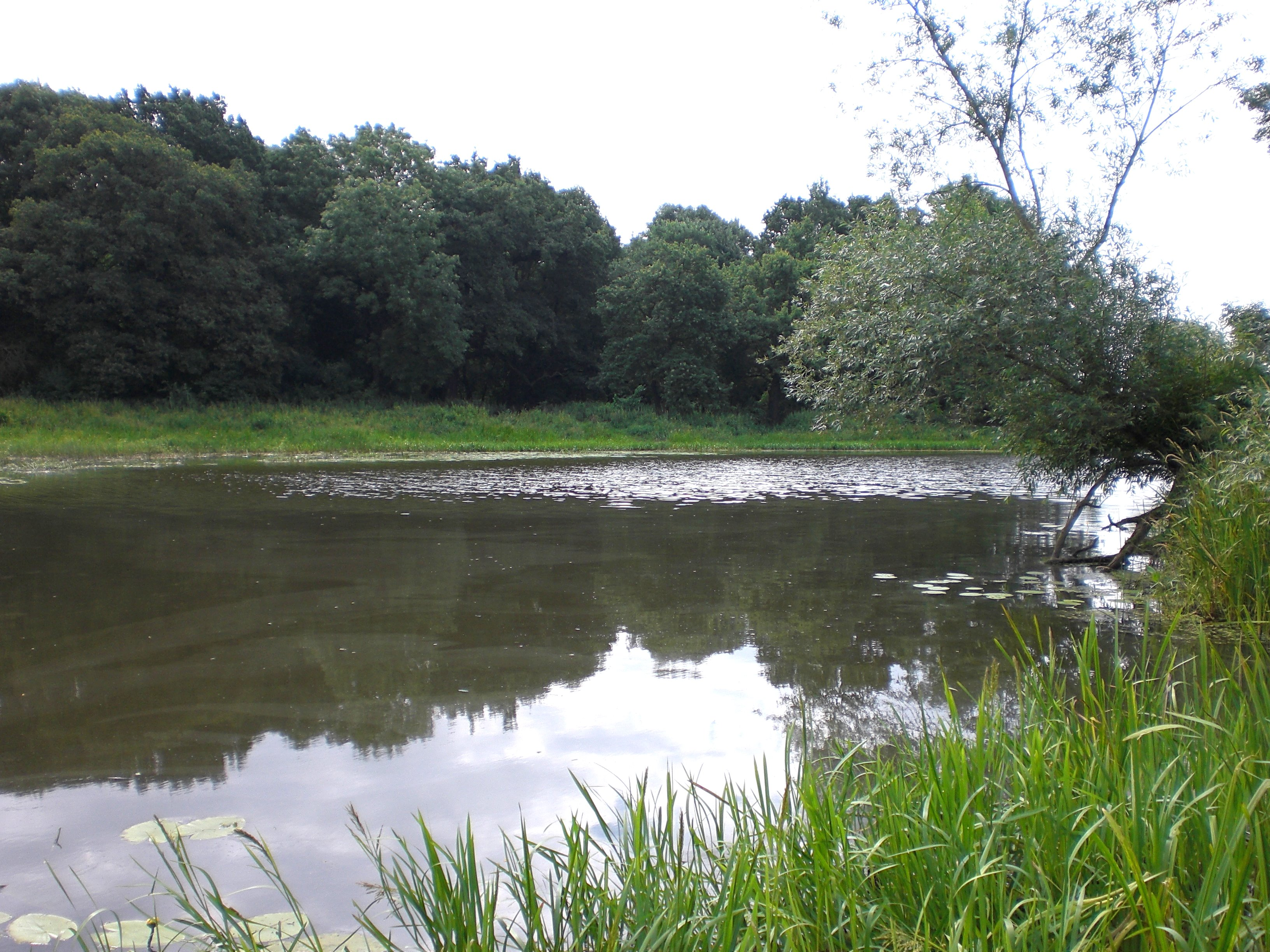
Blick über den Kuhlenhagen

Die Kreuzhorst ist einer von 40 Stadtteilen von Magdeburg in Sachsen-Anhalt (Deutschland). Der Stadtteil liegt am rechten Elbufer im Südosten Magdeburgs. Ein großer Teil (ca. 2,82 km²) der Kreuzhorst ist als Naturschutzgebiet Kreuzhorst (NSG 16) ausgewiesen.

## Geographie
Die Kreuzhorst umfasst eine Fläche von 4,7241 km² und ist unbewohnt. Im Westen grenzt die Kreuzhorst an die Elbe, im Norden an Prester, im Osten an Pechau und im Süden an Randau-Calenberge. Das Gebiet wird von einem alten Nebenarm der Elbe durchzogen. Weitere Gewässer im Gebiet sind der Kuhlenhagen, die Mönchsseen, der Mönchsgraben und der Franzosengraben.
An der östlichen Grenze zum Stadtteil Pechau befindet sich der Waldfriedhof Pechau.

## Geschichte

### Namensherkunft
Der Name könnte von Dietrich von Groiz oder Dietrich von Groitsch, einem früheren Besitzer des bereits im Mittelalter im Waldgebiet gelegenen Gut Kulenhagen, abgeleitet sein und sich dann von Groizhorst/Groitschhorst über Cruisenhorst zum heutigen Kreuzhorst entwickelt haben. Möglicherweise spielte auch die Tatsache eine Rolle, dass das Gebiet in Teilen bereits seit dem 11. Jahrhundert dem Kloster Unser Lieben Frauen in Magdeburg und somit der Kirche gehörte. Es erscheint auch denkbar, dass das Kloster, etwa im Bereich des Zusammenflusses von Alter und Neuer Elbe ein Wegkreuz errichtete und sich so der Name ergab. In mittelalterlichen Urkunden wird jedoch der Name Kreuzhorst nicht erwähnt. Das Waldgebiet wird nur als der zu Salbke gehörende Wald umschrieben bzw. der Hof Kulenhagen benannt.
In der Nähe der Alten Elbe und an der Grenze zu Randau tragen mehrere Flurstücke den Namensbestandteil Peddau, was auf ein wüst gewordenes gleichnamiges Dorf schließen lässt.

### Mittelalter
Noch im 10. Jahrhundert floss der Hauptstrom der Elbe östlich der Kreuzhorst, also im Bereich der heutigen Alten Elbe vorbei. Die Kreuzhorst lag somit zu diesem Zeitpunkt noch linkselbisch. Vor 1012 entstand dann das Bett des noch heute bestehenden Hauptstroms westlich der Kreuzhorst. Für das Jahr 1016 wurde der Salbke gegenüber liegende Wald als von Alter und Neuer Elbe umschlossen beschrieben. Die Kreuzhorst lag seitdem somit auf der Insel Elbenauer Werder. Erzbischof Gero hatte 1015 oder 1016 bei der Stiftung des Klosters Unser Lieben Frauen auch den von der Elbe eingeschlossenen Wald bei Salbke und weitere 10 Hufe Acker bei Salbke vermacht. Durch Kauf und Tausch vergrößerte das Kloster im 12. Jahrhundert seinen Waldbesitz. 1189 erwarb das Kloster das Gut Kulenhagen und rundete somit seinen Grundbesitz in der Gegend ab. In Salbke bestand letztlich das Klostergut Salbke, welches auch die Bewirtschaftung der Kreuzhorst übernahm. Die Verbindung über die Elbe erfolgte über die Klosterfähre. Eingepfarrt waren die Bewohner in die Salbker Kirche. Mit der Einstellung der Bewirtschaftung des Guts in der Mitte des 19. Jahrhunderts wurde auch die Klosterfähre nicht mehr betrieben und durch die Fähre Salbke ersetzt.

### Neuzeit
Während des Dreißigjährigen Kriegs errichteten Magdeburger Streitkräfte 1631 im Gebiet der Kreuzhorst und der näheren Umgebung drei Schanzen zur Verteidigung der Stadt. Nördlich, in der Nähe der Mündung der Dornburger Alten Elbe in die Elbe lag im Bereich des sogenannten Rehbergs die Schanze Trutz Tilly. Weiter südlich auf einer Wiese in der Kreuzhorst befand sich der Magdeburger Succurs. Außerhalb der Kreuzhorst, östlich von Pechau, wurde als dritte Schanze Trutz Pappenheim gebaut. Alle drei Schanzen wurden von kaiserlich/katholischen Truppen erstürmt, die Besatzungen fast vollständig getötet. Am 20. Mai 1631 wurde Magdeburg dann schließlich erstürmt und zerstört.

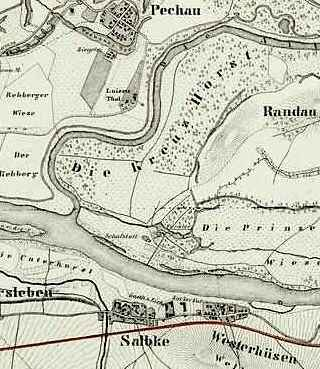
Die Kreuz Horst auf einer Karte von 1841, unten (Westen) Salbke und Westerhüsen

Etwa in der ersten Hälfte des 19. Jahrhunderts begann das Pädagogium des Klosters Unserer Lieben Frauen einmal im Jahr das Kreuzhorstfest in der Kreuzhorst zu feiern. Schüler und Lehrer fuhren, wohl im August jeden Jahres, von Salbke aus über die Elbe. Es wurde gesungen und dann gefrühstückt. Nach Spielen aßen die Schüler unter freiem Himmel zu Mittag. Lehrer und Beamte des Klosters nahmen ihr Mittagsessen danach im Forsthaus ein. Nachmittags wurde Musik gespielt und sportliche Wettspiele wie Balancieren, Klettern, Werfen, Springen und Laufen veranstaltet. Zwischen den Spielen wurden drei Eichen gefällt, so ist es zumindest für 1843 belegt. In späteren Jahren wurde nur von der Fällung jeweils einer Eiche berichtet. Man ging dann zum Forsthaus zurück. Nach dem Abendessen fuhr man mit einem Kahn auf der Elbe mit Musik und Gesang zurück. Die Tradition der Kreuzhorstfeste hielt bis in das 20. Jahrhundert hinein an.
In der zweiten Hälfte des 19. Jahrhunderts hielt sich häufiger das Magdeburger Original Schlackaffe in der Kreuzhorst auf und fing hier Schmetterlinge, Käfer und ähnliches und sammelte Pflanzen, die er in Magdeburg veräußerte.
Bis etwa 1880 hinein war das Gut Kulenhagen als Forsthaus für das Gebiet in Betrieb. Das Forsthaus besteht heute nicht mehr. In dieser Zeit entstand auch der große Elbdeich, der den Stadtteil von Nord nach Süd durchzieht, wobei sich das Waldgebiet östlich des Deichs, auf der elbabgewandten Seite befindet. Das gesamte Gebiet blieb noch bis in die Mitte des 20. Jahrhunderts im Eigentum des Klosters bzw. seiner Rechtsnachfolger.
Im Jahr 1917 stellte die staatliche Stelle für Naturdenkmalpflege in Berlin vier der stärksten Bäume der Kreuzhorst, die einen Umfang von 5 bis 5½ Metern hatten unter Schutz. Die trotz Stadtnähe abgelegene Lage der Kreuzhorst dürfte auch dazu geführt haben, dass 1923 zwei, teilweise mit Gewehren bewaffnete, dem später gegründeten Rotfrontkämpferbund nahestehende Hundertschaften im Bereich der Kreuzhorst exerzierten.
Die Kreuzhorst gehörte über lange Zeit nicht zu einem Gemeindegebiet, sondern bildete den Gutsbezirk Salbke-Kreuzhorst. Zum 1. Dezember 1928 wurde der Gutsbezirk nach Magdeburg eingemeindet. Salbke gehörte bereits seit 1910 zur Stadt, das an die Kreuzhorst angrenzende Pechau wurde erst 1994 eingemeindet.
Etwa seit den 1930er Jahren fand nordwestlich der Kreuzhorst, im Bereich um den Mönchsgraben, alljährlich an einem Wochenende ein als Meckerndorf bekannt gewordenes Fest der Magdeburger Wassersportler statt. Ein Pressebericht hierzu ist aus dem Jahr 1935 überliefert. Kanuten und Segler, bei denen das Gebiet des Mönchsgrabens sehr beliebt war und ist, legten dafür aus Buden und Zelten einen Dorfplatz mitsamt Rathaus, Schenke und Denkmalstandbild an. Die Dorfbewohner reisten mit ihren Booten an und errichteten eine große Zeltstadt. Es fand eine kabarettistische Ansprache des Bürgermeisters statt, die Neptunstaufe von Neulingen wurde durchgeführt und dann bis tief in die Nacht gefeiert. Zum Schluss brannte traditionell das Rathaus nieder. Das letzte Meckerndorf erfolgte 1956. Am 3. September wurden die Zelte wieder abgebrochen. Ein offizielles Verbot dieser Veranstaltung ist nicht bekannt, sie wurde dann jedoch nicht mehr durchgeführt.

### Zweiter Weltkrieg

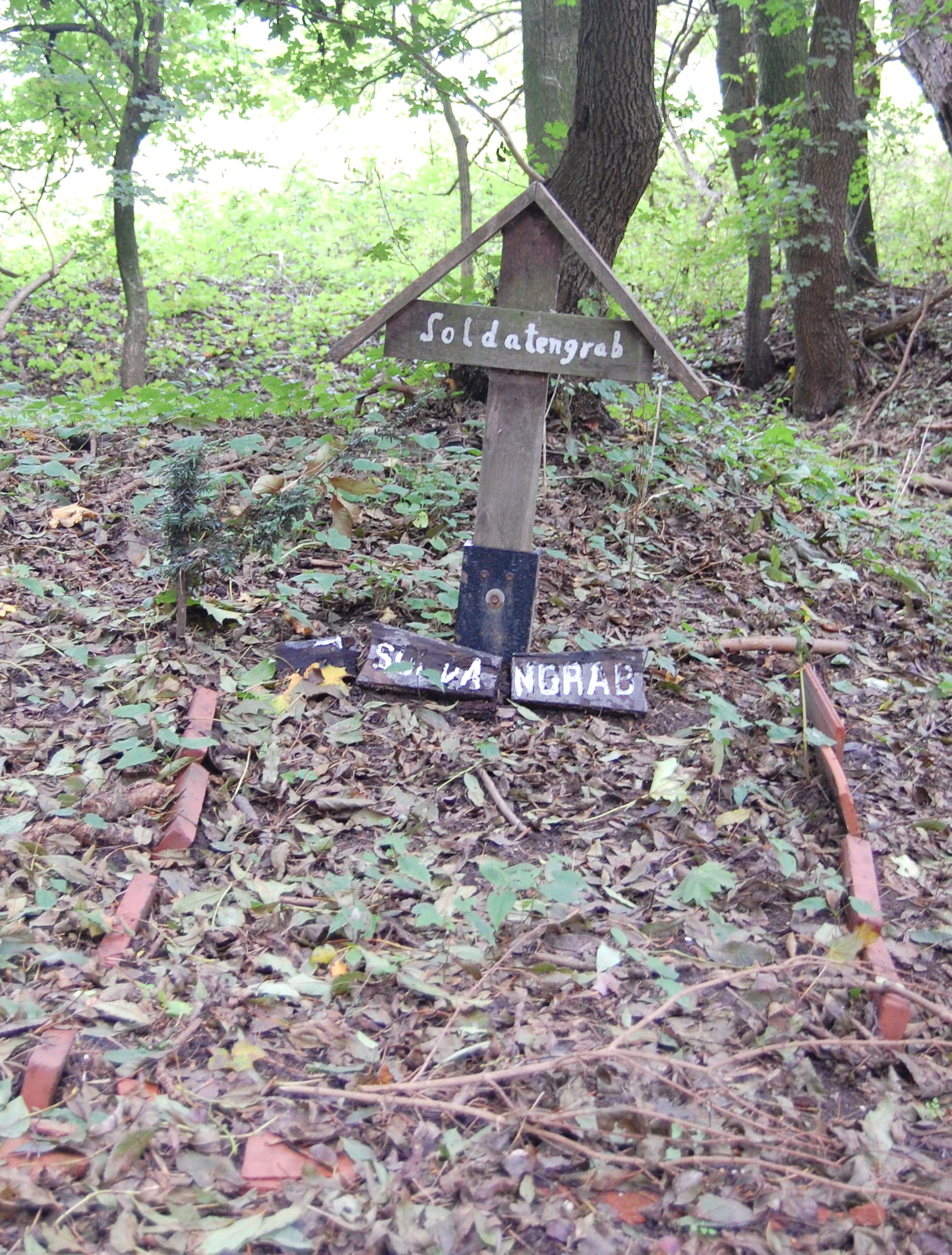
Soldatengrab in der Kreuzhorst

Zum Ende des Zweiten Weltkriegs ereigneten sich im Bereich der Kreuzhorst noch größere Kampfhandlungen. US-amerikanische Truppen hatten am 12. April 1945 Westerhüsen erreicht. Sie setzten ab 21.30 Uhr im Bereich der Fähre Westerhüsen über die Elbe und bildeten im Bereich der Prinzenwiese auf dem Holz- und Kapitelwerder südlich der Kreuzhorst einen Brückenkopf. In den frühen Morgenstunden des 13. April rückte eine amerikanische Patrouille durch die Kreuzhorst vor, um zu überprüfen, ob die Brücke über den Elbarm bei Pechau noch intakt sei. Etwa einen Kilometer westlich der Brücke traf man jedoch auf einen mit sechs Mann besetzten deutschen Vorposten. Gegen 9.30 Uhr erhielten die US-Einheiten den Befehl aus dem gebildeten Brückenkopf von der Fährstelle nach Norden in Richtung Brücke, eine zweite Gruppe in Richtung Randau vorzurücken. Um 11.00 Uhr ging eine Kompanie, die A-Kompanie entlang des nördlich von der Fähre weg führenden Weges vor und erreichte den Elbdeich. Nach Überschreiten des Damms geriet die Einheit in schweres Feuer und zog sich hinter den Deich zurück. Währenddessen rückte eine weitere Kompanie, die C-Kompanie aus dem Bereich der Fähre direkt nach Osten vor und schwenkte erst dann nach Norden in Richtung Pechau. Sie traf zunächst auf keinen Widerstand. Kurz bevor diese Kompanie die Pechauer Brücke erreichte, ergab sich dann ein schweres Feuergefecht. Hierbei starben sechs deutsche und drei amerikanische Soldaten, 30 Deutsche wurden gefangen genommen. Die US-amerikanischen Truppen überquerten mit einem Zug die intakte Brücke und bildeten auf der Pechauer Seite einen Brückenkopf. Amerikanische Artillerie gab auf die Umgebung Pechaus Sperrfeuer. In Unkenntnis über die Tiefe des amerikanischen Vorrückens kamen etwa 40 deutsche Soldaten schnell von Pechau aus zur Brücke, um in die vermuteten Kämpfe südlich der Brücke einzugreifen. Unter Verlusten mussten sie sich zurückziehen. Teile der US-Einheiten wandten sich nun nach Westen, um die deutschen Einheiten von hinten anzugreifen, die das weitere Vorrücken der A-Kompanie am Elbdeich nordöstlich der Fähre aufgehalten hatten. Unter Verlusten zogen sich die deutschen Einheiten auch hier zurück.
Die unterdessen auf Randau vorgerückten US-Truppen fanden den Ort frei von Militär vor und konnten das Dorf kampflos einnehmen. Vor Pechau ergaben sich neue Kämpfe, da aus dem Ort fünf deutsche Sturmgeschütze mit aufgesessener Infanterie den kleinen amerikanischen Brückenkopf an der Pechauer Brücke angriffen. Auf der rechten Seite der A-Kompanie erschienen überraschend ebenfalls deutsche Sturmgeschütze, auch von der linken Seite erfolgte Beschuss durch ein gepanzertes Fahrzeug. Die deutschen Geschütze gehörten zur Sturmgeschützbrigade 234 aus Burg, die von Gommern her die über die Elbe gesetzten US-amerikanischen Truppen angriff. Da es den US-Truppen an einer Panzerabwehr fehlte, zogen sie sich hinter den Elbdeich, der als natürliche Panzersperre wirkte, auf ihre ursprüngliche Stellung zurück, die um 19.00 Uhr erreicht war. Auch Randau wurde wieder geräumt. Die eigentlich beabsichtigte Schaffung einer Pontonbrücke über die Elbe im Bereich der Fähre, war durch anhaltenden deutschen Artilleriebeschuss verhindert worden. Eine Verstärkung und Versorgung der US-Truppen im Brückenkopf war daher nur erschwert möglich. Die US-Truppen verlegten daher ihren Brückenkopf ab 21.00 Uhr nach Süden in das Gebiet vor Schönebeck und verließen den Bereich der Kreuzhorst. Später wurde der Schönebecker Brückenkopf ganz geräumt. Mit dem von Osten her erfolgenden Einrücken sowjetischer Truppen Anfang Mai 1945 endete dann auch im Gebiet der Kreuzhorst der Zweite Weltkrieg und die nationalsozialistische Gewaltherrschaft.
Ein im Wald erhaltenes Soldatengrab geht auf diese Ereignisse zurück. In einer Autobiographie schildert der deutsche Soldat Roman Heindorf die Situation in der Kreuzhorst in der zweiten Aprilhälfte 1945.

### Zeit in der DDR

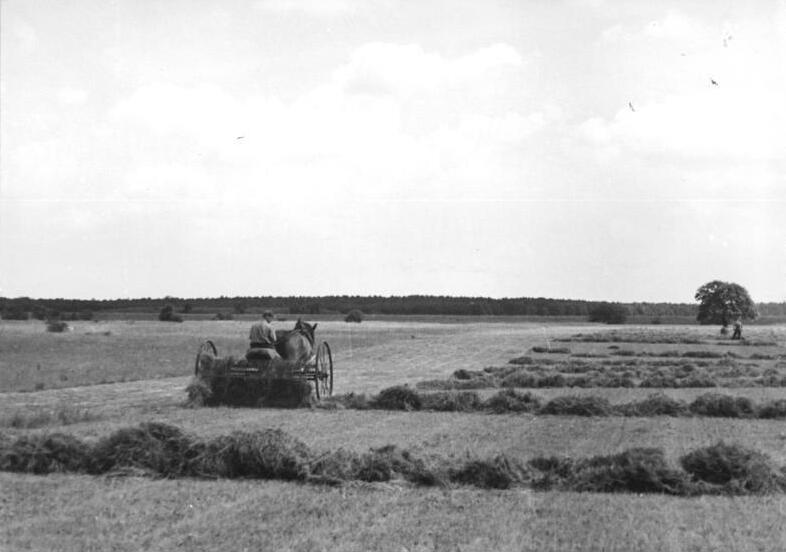
Heuernte durch Bauern Walter Heinecke auf den Elbwiesen vor der Kreuzhorst, 1952

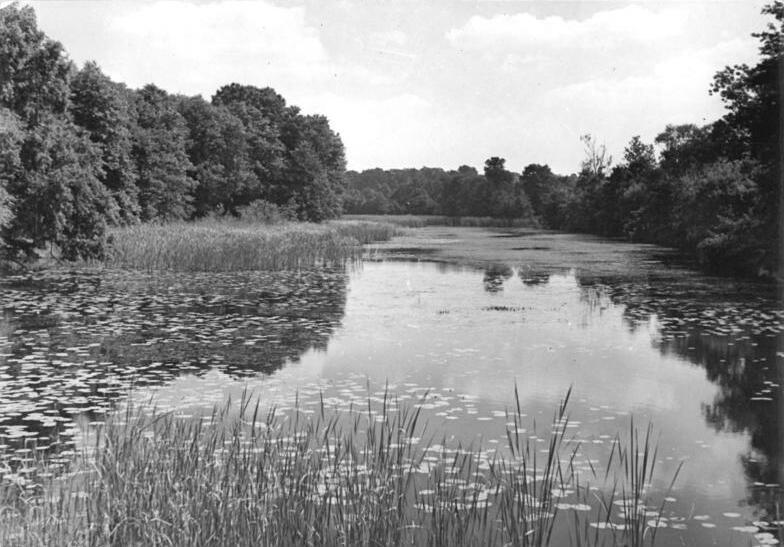
Aufnahme eines „Waldsees“ in der Kreuzhorst, 1953

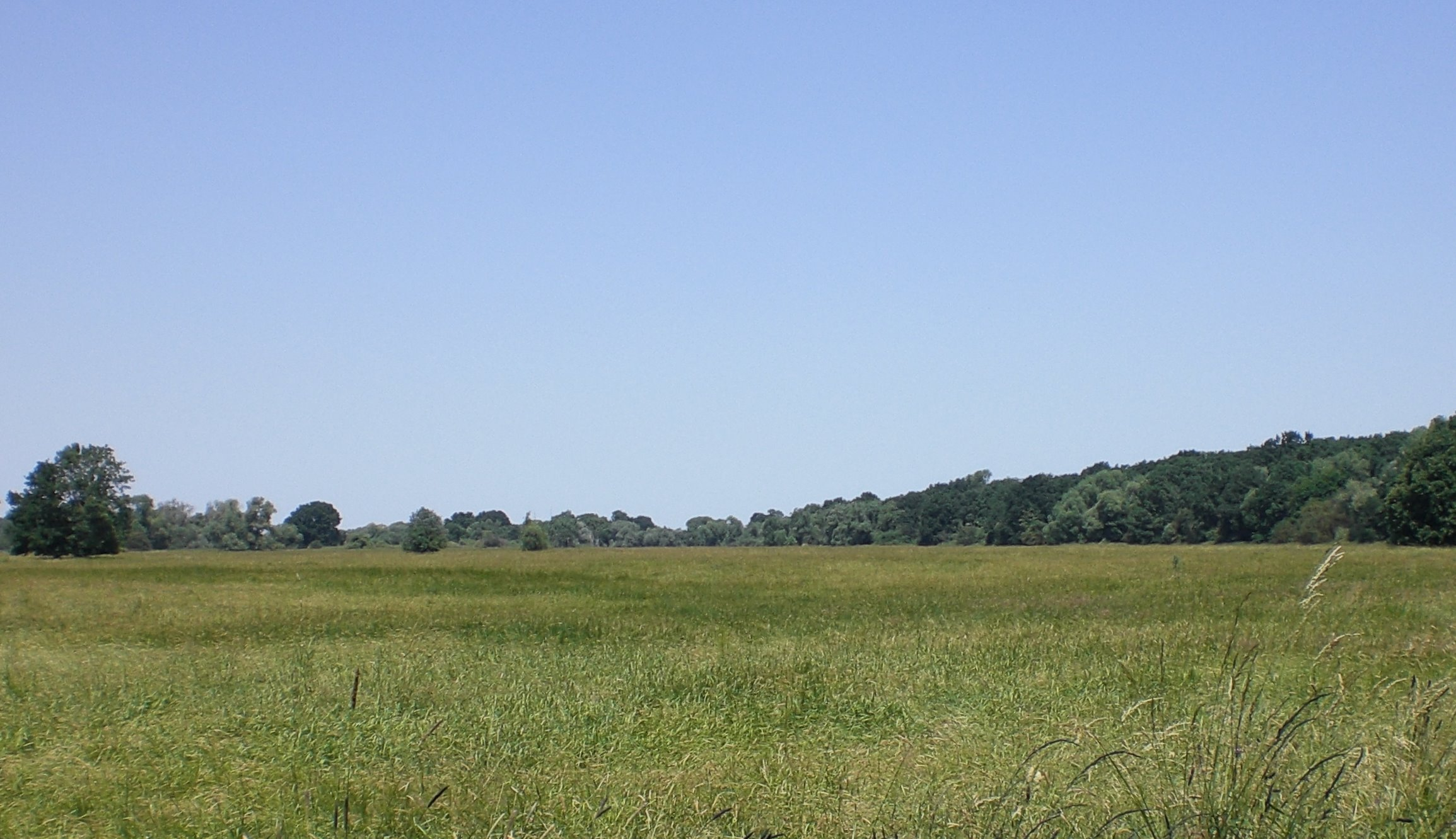
Gebiet zwischen Kreuzhorst und Elbe

In der Zeit der DDR wurde die Fähre Salbke eingestellt. Die Verbindung zum Westufer der Elbe besteht seitdem nur noch über die nur etwas weiter südlich gelegene Fähre Westerhüsen. Auf der Elbe war zumindest in den 1950er Jahren ein Schlepper mit dem Namen Kreuzhorst im Einsatz. Im Jahr 1961 wurde ein großer Teil des Gebiets (3,2 km²) von der DDR unter Naturschutz gestellt. Später wurde das Gebiet Teil des Landschaftsschutzgebietes Mittlere Elbe. Insbesondere durch das auf der gegenüberliegenden Elbseite befindliche Chemiewerk Fahlberg-List kam es jedoch auch zu erheblichen Umweltbelastungen. So wurde in DDR-Literatur der 1970er Jahre auf die schädlichen Auswirkungen der „Abgase des VEB Fahlberg-List“ hingewiesen. Vor allem wurden „Rauchschäden“ an den Eichen des Gebiets beklagt. Ähnliche Berichte gab es jedoch auch bereits viele Jahrzehnte zuvor. Das Werk stellte 1995 seine Produktion ein.
1962 entstand auf einem landwirtschaftlich genutzten Stück an der Grenze zu Pechau der Waldfriedhof Pechau.

## Flora und Fauna

### Flora
Die Kreuzhorst weist einen ausgedehnten Esche-Ulmen-Auenwald auf. Es treten jedoch auch Stieleiche, Feld-Ahorn, Flatterulme, Winter-Linde, Sommer-Linde, Bergahorn, Spitz-Ahorn, Rotbuche, Schwarz-Erle, Silber-Weide, Holzbirne und Wildapfel auf.
In den 1850er Jahren bereiste der Botaniker Paul Ascherson unter anderem auch die Kreuzhorst. 1864 veröffentlichte er sein Werk über die Flora der Provinz Brandenburg, der Altmark und des Herzogthums Magdeburg in welchem er auch die von ihm und seinen Mitarbeitern in der Kreuzhorst gemachten Funde aufführte. Danach waren in dieser Zeit folgende Pflanzen im Bereich der Kreuzhorst heimisch: Behaartes Johanniskraut, Blasen-Segge, Buschwindröschen, Chaiturus marrubiastrum, Echtes Tausendgüldenkraut, Festuca adscendens, Gelbe Teichrose, Gewöhnliche Traubenkirsche, Gewöhnlicher Wasserhahnenfuß, Gottes-Gnadenkraut, Hoher Wolfstrapp, Hunds-Quecke, Kamm-Wachtelweizen, Knoblauchsrauke, Kohl-Lauch, Langblättriger Blauweiderich, Myosotis caespitosa, Niederliegender Krähenfuß, Quirliges Tausendblatt, Sand-Wegerich, Schild-Ehrenpreis, Schlangen-Lauch, Sparrige Segge, Spieß-Helmkraut, Spring-Schaumkraut, Steifes Barbarakraut, Sumpf-Greiskraut, Sumpf-Helmkraut, Sumpf-Platterbse, Ufer-Segge, Wasser-Greiskraut, Weinberg-Lauch, Weiße Seerose, Wiesen-Goldhafer, Winkel-Segge und Zerstreutblütiges Vergissmeinnicht. Besonders bemerkenswert ist dabei das Vorkommen des Hohen Wolfstrapp, der 1856 von den örtlichen Mitarbeitern Banse und Schneider im nordwestlichen Teil der Kreuzhorst gefunden worden war und schon als sehr selten galt.  Heute gilt der Hohe Wolfstrapp in Deutschland als ausgestorben oder verschollen. Im Juni 1866 wurde das Vorkommen des Graben-Veilchens auf den Kreuzhorstwiesen festgestellt.

### Fauna
Es werden hier 32 Säugetierarten, unter anderem Biber, Wiesel, Fledermaus und Iltis gezählt, wobei 16 Arten auf der Roten Liste stehen.
Weiterhin wurden 90 Brutvogelarten festgestellt. Es besteht eine Graureiherkolonie. Auch brütet der Schreiadler hier. Hinzu kommen ca. 210 durchziehende Vogelarten.
3000 Schmetterlingsarten und 168 verschiedener Rüsselkäferarten (darunter Heldbock und Hirschkäfer) leben in der Kreuzhorst. 2012 wurde das Vorkommen der Käferart Eremit nachgewiesen. Neben 11 Fischarten, darunter der vom Aussterben bedrohte Steinbeißer, leben in der Kreuzhorst auch 3 Reptilienarten und 12 Amphibienarten. Problematisch ist das Auftreten standortfremder Tierarten wie Marderhund, Mink und Waschbär.
In der Kreuzhorst kommt auch eine Vielzahl von Libellenarten vor. So wurden Asiatische Keiljungfer, Blaue Federlibelle, Blauflügel-Prachtlibelle, Blaugrüne Mosaikjungfer, Blutrote Heidelibelle, Braune Mosaikjungfer, Falkenlibelle, Fledermaus-Azurjungfer, Frühe Adonislibelle, Früher Schilfjäger, Gebänderte Heidelibelle, Gebänderte Prachtlibelle, Gefleckte Heidelibelle, Gefleckte Smaragdlibelle, Gemeine Binsenjungfer, Gemeine Becherjungfer, Gemeine Heidelibelle, Gemeine Winterlibelle, Glänzende Binsenjungfer, Glänzende Smaragdlibelle, Große Binsenjungfer, Große Heidelibelle, Große Königslibelle, Große Pechlibelle, Großer Blaupfeil, Großes Granatauge, Herbst-Mosaikjungfer, Hufeisen-Azurjungfer, Keilflecklibelle, Kleines Granatauge, Kleine Königslibelle, Plattbauch, Spitzenfleck und Vierfleck festgestellt. 1977 wurde auch die Speer-Azurjungfer gefunden, die seitdem jedoch nicht mehr erneut nachgewiesen werden konnte.
Im Jahr 2016 wurden Wolfssichtungen im Bereich der Kreuzhorst gemeldet.

## Sage

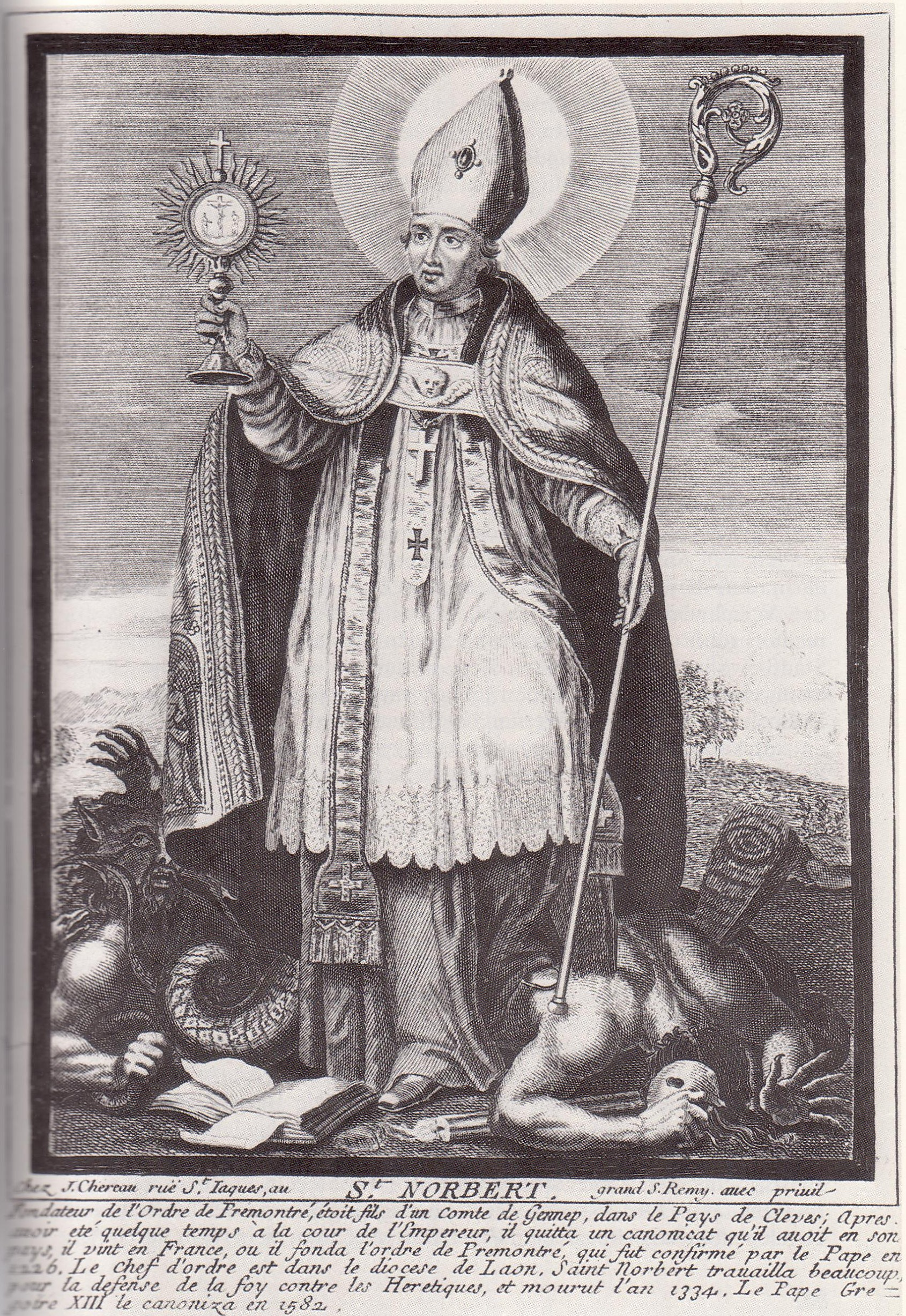
Norbert von Xanten auf einer Darstellung um 1750

In der Kreuzhorst spielt die Sage Die heilige Eiche in der Kreuzhorst, die über eine freundliche Begegnung des im 12. Jahrhundert lebenden Magdeburger Erzbischofs Norbert von Xanten mit dem heidnischen Gott Thor berichtet. Danach hatte der Erzbischof, heimkehrend von einer Reise, an einem sommerlichen Spätnachmittag, alleine eine ausgedehnte Wanderung durch die Kreuzhorst unternommen. Dabei stieß er auf eine große freie Fläche. Umgeben von schlanken Buchen und Eichen stand eine große mächtige uralte Eiche in der Mitte. Unter dem Baum befand sich ein Blumengarten mit Rosen- und Fliedersträuchern und Beeten mit Levkoien, Reseda, roten Nelken und weißen Lilien. Norbert von Xanten setzte sich auf eine Moosbank neben einer Linde. Aus den Ästen und Blättern der klang ein leises an Klänge einer Seite erinnerndes Säuseln. Norbert war ergriffen, kniete nieder, betete und geriet in eine tiefe Andacht. Er schreckte hoch als plötzlich ein heftiger Sturm mit Blitz und Donner aufkam. Als er schnell weggehen wollte, trat ihm ein alter Mann mit langen weißem Bart und langen weißen Haaren in den Weg. Der Alte war in eine Löwenhaut gekleidet und hielt in der rechten Hand einen kurzen Stab. Mit dem Stab gebot er dem Sturm Einhalt und stellte sich als Thor vor. Zu Norbert sagte er, dass er sich nicht fürchten solle, er stehe unter dem Schutz der heiligen Eiche. Thor bedauerte, dass sich das Volk, verführt von Norbert und seinen Priestern, sich von ihm abgewandt habe. Er sei darüber aber nicht zornig. Das Volk sei wie ein spielendes Kind und liebe die Veränderung. Wenn auch Jahrtausende vergingen – letztlich werde man zu ihm zurückkehren. Der als streng bekannte Norbert solle sich jedoch vor seinem eigenen Volk und missgünstigen Priestern in Acht nehmen. Sollte er einmal verfolgt werde, so könne er in den heiligen Hain fliehen und die geweihte Eiche segnen. Thor verschwand plötzlich und ließ nur einen kleinen weißen Stab zurück. Als Norbert ihn aufnahm leuchtete dieser an einem Ende, so dass der Erzbischof mit ihm durch die Nacht aus dem Wald fand. Zuvor segnete er jedoch den Baum und verkündete, dass jeder der Hand an ihn lege, des Todes sei und die Eiche Asyl für Verfolgte und Schrecken der Verfolger sei. Am nächsten Tag begab sich Norbert von Xanten erneut in die Kreuzhorst, konnte jedoch den Baum nicht wiederfinden und hielt es für einen Traum. Ein Jahr später wurde bekannt, dass Versuche eine Eiche in der Kreuzhorst zu fällen scheiterten und mehrere den Versuch mit dem Leben bezahlt hatten. Norbert von Xanten eilte vor Ort, fand jedoch nur eine große aber normale Eiche. Um den Aberglauben zu bekämpfen, wollte Norbert selbst den Baum fällen. Die Axt löste sich jedoch beim Schlag von ihrem Stiel und verschwand. Der Erzbischof brachte an den Baum ein Kreuz an und befahl die Eiche zu schonen.
Die Eiche geriet später wieder in Vergessenheit. 1324 ging ein unglückliches Liebespaar durch die Kreuzhorst. Rosa Wilbrand, Tochter eines Magdeburger Seidenhändlers, war seit ihrer Kindheit mit dem geizigen Lederhändler Wahrfeld verlobt, den sie in vier Wochen nun heiraten sollte. Sie liebte jedoch Bruno von Eichelberg. Beide sannen darauf die Heirat zu vereiteln. In der Kreuzhorst wurden die beiden von einer Gruppe Maskierter angegriffen und suchten Schutz hinter einer Eiche. Sobald einer der Angreifer mit seiner Lanze den Baum berührte sank er tot zu Boden. Während ein Angreifer entkam, wurde ein weiterer von Bruno getötet. Zur Überraschung stellte man fest, dass der Angreifer der Verlobte Rosas war, der seinen Nebenbuhler hatte töten wollen. Rosa und Bruno heirateten. An der Eiche entdeckte man das alte von Norbert von Xanten angebrachte Kreuz.